# Касан
Касан (фр. Cassen) насеље је и општина у југозападној Француској у региону Аквитанија, у департману Ланд која припада префектури Дакс.
По подацима из 2011. године у општини је живело 571 становника, а густина насељености је износила 95,64 становника/km². Општина се простире на површини од 5,97 km². Налази се на средњој надморској висини од 59 метара (максималној 65 m, а минималној 15 m).

## Демографија
| 1962. | 1968. | 1975. | 1982. | 1990. | 1999. | 2011. |
| ----- | ----- | ----- | ----- | ----- | ----- | ----- |
| 309   | 335   | 342   | 375   | 339   | 372   | 571   |

График промене броја становника у току последњих година